# Campionato mondiale di beach soccer 1995
Il campionato mondiale di beach soccer 1995 (ufficialmente Beach Soccer World Championships 1995) è stata la 1ª edizione del torneo e si è disputato dal 24 al 29 gennaio 1995 a Copacabana, in Brasile.

## Squadre partecipanti
| Confederazione                                        | Torneo di qualificazione | Qualificate | Pres. | Ult. | Miglior risultato |
| ----------------------------------------------------- | ------------------------ | ----------- | ----- | ---- | ----------------- |
| CONCACAF (America Centrale, Settentrionale e Caraibi) | Invito                   | Stati Uniti | 1ª    | /    | Esordiente        |
| CONMEBOL (Sud America)                                | Nazione ospitante        | Brasile     | 1ª    | /    | Esordiente        |
| CONMEBOL (Sud America)                                | Invito                   | Argentina   | 1ª    | /    | Esordiente        |
| CONMEBOL (Sud America)                                | Invito                   | Uruguay     | 1ª    | /    | Esordiente        |
| UEFA (Europa)                                         | Invito                   | Germania    | 1ª    | /    | Esordiente        |
| UEFA (Europa)                                         | Invito                   | Inghilterra | 1ª    | /    | Esordiente        |
| UEFA (Europa)                                         | Invito                   | Italia      | 1ª    | /    | Esordiente        |
| UEFA (Europa)                                         | Invito                   | Paesi Bassi | 1ª    | /    | Esordiente        |

## Fase a gironi

### Gruppo A
| Squadra     | P.ti | G | V | V+ | Vr | P | GF | GS | DR  |
| ----------- | ---- | - | - | -- | -- | - | -- | -- | --- |
| Brasile     | 9    | 3 | 3 | 0  | 0  | 0 | 31 | 8  | +23 |
| Italia      | 6    | 3 | 2 | 0  | 0  | 1 | 15 | 15 | 0   |
| Uruguay     | 3    | 3 | 1 | 0  | 0  | 2 | 18 | 18 | 0   |
| Paesi Bassi | 0    | 3 | 0 | 0  | 0  | 3 | 7  | 30 | -23 |

| Copacabana 24 gennaio 1995 | Italia | 7 – 6 | Uruguay | Praia de Copacabana |

| Copacabana 24 gennaio 1995 | Brasile | 16 – 2 | Paesi Bassi | Praia de Copacabana |

| Copacabana 25 gennaio 1995 | Italia | 6 – 1 | Paesi Bassi | Praia de Copacabana |

| Copacabana 25 gennaio 1995 | Brasile | 7 – 4 | Uruguay | Praia de Copacabana |

| Copacabana 26 gennaio 1995 | Uruguay | 8 – 4 | Paesi Bassi | Praia de Copacabana |

| Copacabana 26 gennaio 1995 | Brasile | 8 – 2 | Italia | Praia de Copacabana |

### Gruppo B
| Squadra     | P.ti | G | V | V+ | Vr | P | GF | GS | DR |
| ----------- | ---- | - | - | -- | -- | - | -- | -- | -- |
| Stati Uniti | 9    | 3 | 3 | 0  | 0  | 0 | 11 | 4  | +7 |
| Inghilterra | 3    | 3 | 1 | 0  | 0  | 2 | 11 | 12 | -1 |
| Germania    | 3    | 3 | 1 | 0  | 0  | 2 | 8  | 12 | -4 |
| Argentina   | 3    | 3 | 1 | 0  | 0  | 2 | 4  | 6  | -2 |

| Copacabana 24 gennaio 1995 | Stati Uniti | 5 – 1 | Germania | Praia de Copacabana |

| Copacabana 24 gennaio 1995 | Argentina | 3 – 2 | Inghilterra | Praia de Copacabana |

| Copacabana 25 gennaio 1995 | Inghilterra | 7 – 6 | Germania | Praia de Copacabana |

| Copacabana 25 gennaio 1995 | Stati Uniti | 3 – 1 | Argentina | Praia de Copacabana |

| Copacabana 26 gennaio 1995 | Germania | 1 – 0 | Argentina | Praia de Copacabana |

| Copacabana 26 gennaio 1995 | Stati Uniti | 3 – 2 | Inghilterra | Praia de Copacabana |

## Fase a eliminazione diretta

### Tabellone
|  | Semifinali  | Semifinali  | Semifinali  |             |         | Finale            | Finale            | Finale          |  |
|  |             |             |             |             |         |                   |                   |                 |  |
|  | Brasile     | Brasile     | 13          |             |         |                   |                   |                 |  |
|  | Brasile     | Brasile     | 13          |             |         |                   |                   |                 |  |
|  | Inghilterra | Inghilterra | 2           |             |         |                   |                   |                 |  |
|  | Inghilterra | Inghilterra | 2           |             | Brasile | Brasile           | 8                 |                 |  |
|  |             |             |             |             | Brasile | Brasile           | 8                 |                 |  |
|  |             |             | Stati Uniti | Stati Uniti | 1       |                   |                   |                 |  |
|  | Stati Uniti | Stati Uniti | Stati Uniti | Stati Uniti | 1       | 4                 |                   |                 |  |
|  | Stati Uniti | Stati Uniti |             |             |         | 4                 |                   |                 |  |
|  | Italia      | Italia      | 3           |             |         | Finale 3º posto   | Finale 3º posto   | Finale 3º posto |  |
|  | Italia      | Italia      | 3           |             |         |                   |                   |                 |  |
|  |             |             |             |             |         |                   |                   |                 |  |
|  |             |             |             |             |         | Inghilterra (dts) | Inghilterra (dts) | 7               |  |
|  |             |             |             |             |         | Inghilterra (dts) | Inghilterra (dts) | 7               |  |
|  |             |             |             |             |         | Italia            | Italia            | 6               |  |

### Semifinali
| Copacabana 28 gennaio 1995 | Stati Uniti | 4 – 3 | Italia | Praia de Copacabana |

| Copacabana 28 gennaio 1995 | Brasile | 13 – 2 | Inghilterra | Praia de Copacabana |

### Finale 3º posto
| Copacabana 29 gennaio 1995, ore 9:00 | Inghilterra | 7 – 6 (d.t.s.) | Italia | Praia de Copacabana |

### Finale
| Copacabana 29 gennaio 1995, ore 10:00 | Brasile | 8 – 1 | Stati Uniti | Praia de Copacabana |

## Campione
BRASILE
(1º titolo)